# Kirchturm (Dietwiller)

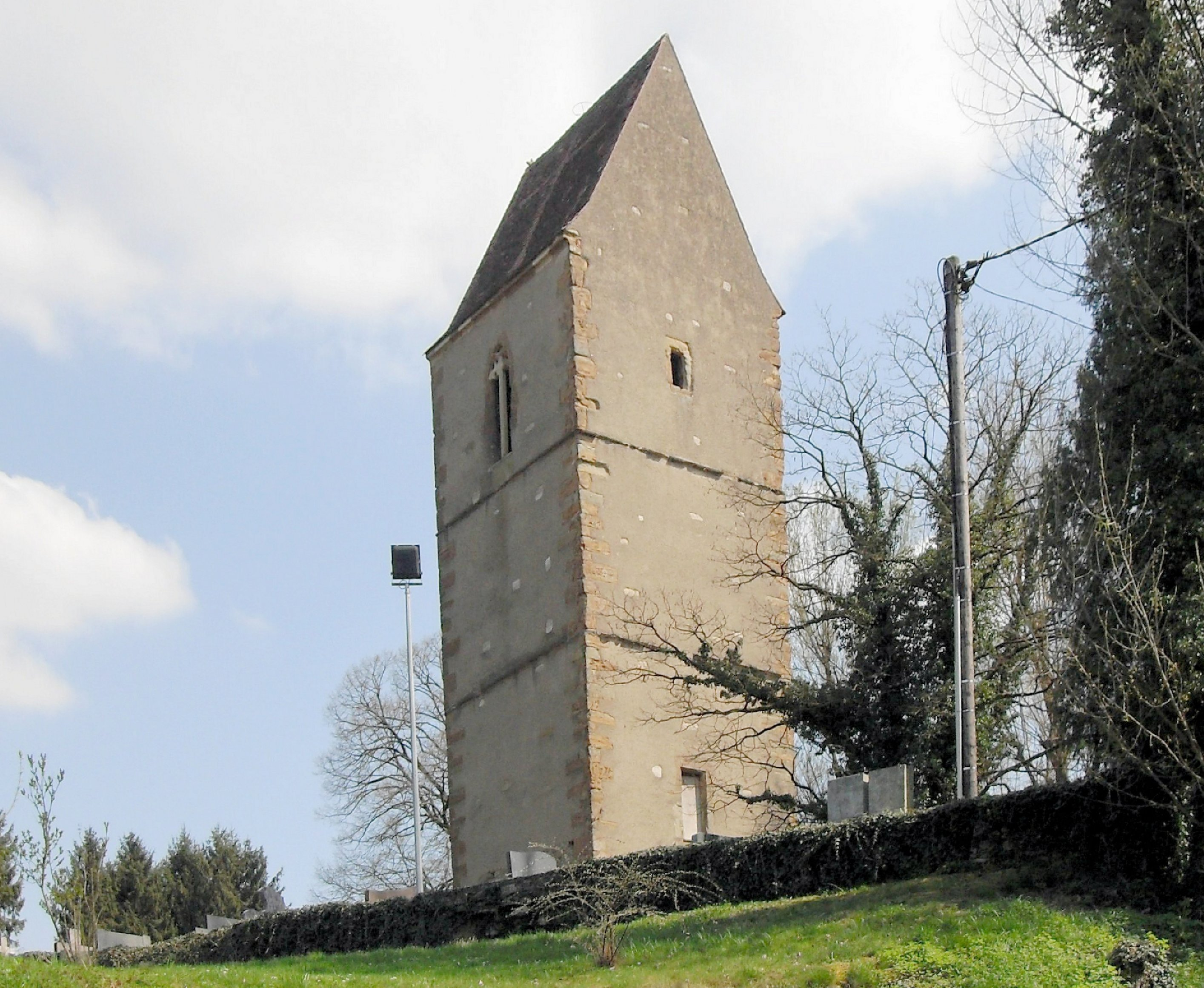
Kirchturm in Dietwiller

Der Kirchturm der alten Kirche St. Nikolaus in Dietwiller, einer französischen Gemeinde mit Département Haut-Rhin in der Region Grand Est, wurde um 1200 errichtet und 1493 verändert. Der gotische Kirchturm an der Rue de l’Eglise wurde im Jahr 1937 als Monument historique in die Liste der denkmalgeschützten Bauwerke (Base Mérimée) in Frankreich aufgenommen.
Der Chorturm der abgebrochenen Pfarrkirche, der sich im Besitz der Gemeinde befindet, wird heute als Friedhofskapelle genutzt. Ursprünglich war an den Kirchturm, der auch als Beobachtungs- und Wehrturm genutzt wurde, östlich das Kirchenschiff und westlich die Sakristei angebaut.  